# Diócesis de Naval
La diócesis de Naval (en latín: Dioecesis Navaliensis, en inglés: Roman Catholic Diocese of Naval y samareño: Diosesis han Naval) es una circunscripción eclesiástica de la Iglesia católica en Filipinas. Se trata de una diócesis latina, sufragánea de la arquidiócesis de Palo. Desde el 13 de octubre de 2017 su obispo es Rex Cullingham Ramirez.

## Territorio y organización
La diócesis tiene 1162 km² y extiende su jurisdicción sobre los fieles católicos de rito latino residentes en la provincia de Biliran y en 4 municipios de la parte norte de la provincia de Leyte, de la región de Bisayas Orientales en la isla de Sámar.
La sede de la diócesis se encuentra en la ciudad de Naval, en donde se halla la Catedral de Nuestra Señora del Santísimo Rosario.
En 2021 en la diócesis existían 15 parroquias.

## Historia
La diócesis fue erigida el 29 de noviembre de 1988 con la bula Singulari Qui Dei del papa Juan Pablo II, obteniendo el territorio de la arquidiócesis de Palo.

## Estadísticas
Según el Anuario Pontificio 2022 la diócesis tenía a fines de 2021 un total de 358 212 fieles bautizados.
| Año                                                                             | Población            | Población | Población      | Sacerdotes | Sacerdotes    | Sacerdotes    | Bautizados por sacerdote | Diáconos permanentes | Religiosos | Religiosos | Parroquias |
| Año                                                                             | Bautizados católicos | Total     | % de católicos | Total      | Clero secular | Clero regular | Bautizados por sacerdote | Diáconos permanentes | Varones    | Mujeres    | Parroquias |
| ------------------------------------------------------------------------------- | -------------------- | --------- | -------------- | ---------- | ------------- | ------------- | ------------------------ | -------------------- | ---------- | ---------- | ---------- |
| 1990                                                                            | 204 185              | 222 141   | 91.9           | 17         | 13            | 4             | 12 010                   |                      | 4          | 2          | 14         |
| 1999                                                                            | 273 921              | 291 495   | 94.0           | 28         | 25            | 3             | 9782                     | 13                   | 3          | 27         | 13         |
| 2000                                                                            | 278 217              | 295 791   | 94.1           | 30         | 26            | 4             | 9273                     |                      | 4          | 28         | 13         |
| 2001                                                                            | 288 148              | 305 084   | 94.4           | 29         | 26            | 3             | 9936                     |                      | 4          | 25         | 13         |
| 2002                                                                            | 293 559              | 308 998   | 95.0           | 27         | 23            | 4             | 10 872                   |                      | 4          | 28         | 13         |
| 2003                                                                            | 297 525              | 312 944   | 95.1           | 26         | 22            | 4             | 11 443                   |                      | 4          | 33         | 13         |
| 2004                                                                            | 300 421              | 315 846   | 95.1           | 31         | 27            | 4             | 9691                     |                      | 4          | 35         | 13         |
| 2013                                                                            | 313 000              | 370 000   | 84.6           | 27         | 25            | 2             | 11 592                   |                      | 2          | 50         | 15         |
| 2016                                                                            | 310 848              | 374 569   | 83.0           | 31         | 24            | 7             | 10 027                   |                      | 10         | 47         | 15         |
| 2019                                                                            | 325 160              | 391 938   | 83.0           | 31         | 24            | 7             | 10 489                   |                      | 7          | 40         | 15         |
| 2021                                                                            | 358 212              | 390 770   | 91.7           | 34         | 28            | 6             | 10 535                   |                      | 6          | 45         | 15         |
| Fuente: Catholic-Hierarchy, que a su vez toma los datos del Anuario Pontificio. |                      |           |                |            |               |               |                          |                      |            |            |            |

## Episcopologio
- Filomeno Gonzales Bactol (29 de noviembre de 1988-13 de octubre de 2017 retirado)
- Rex Cullingham Ramirez, desde el 13 de octubre de 2017